# Abidosaure
L'abidosaure (Abydosaurus) és un gènere de dinosaure sauròpode braquiosàurid conegut a partir d'un crani i material post-cranial trobat a les roques del Cretaci inferior del nord-est de Utah, Estats Units. És d'interès perquè és un dels pocs sauròpodes coneguts a partir de material del crani, es tracta del primer crani complet descrit d'un sauròpode del Cretaci de les amèriques. També destaca per les seves dents estretes, en tant que els primers braquiosàurids tenien dents més amples.